# Amblypodia alax
Amblypodia alax är en fjärilsart som beskrevs av Evans 1932. Amblypodia alax ingår i släktet Amblypodia och familjen juvelvingar. Inga underarter finns listade i Catalogue of Life.